# Candlelight Records
Candlelight Records est un label discographique basé en Angleterre, au Royaume-Uni, fondé par Lee Barrett. Le label s'est d'abord spécialisé dans le black metal, mais s'est rapidement étendu à diverses autres formes de heavy metal, de metal extrême et de hard rock, y compris le death metal et le death metal mélodique, le thrash metal, le metal symphonique, le metalcore, le rock gothique, le post-rock et le post-metal. Parmi les groupes phares de la société figurent Emperor, 1349, Blut aus Nord, Ihsahn, Opeth, Christian Death, Orange Goblin, Burning the Oppressor, Winterfylleth, Zyklon, Abigail Williams, Insomnium, Havok, Obituary, Nachtmystium et Limbonic Art.

## Histoire
Candlelight Records est fondé en 1993 par l'ancien bassiste du groupe Extreme Noise Terror Lee Barrett au Royaume-Uni. En janvier 2001, le label crée sa division américaine qu'elle installe à Schwenksville, en Pennsylvanie. En 2002, Barrett vend Candlelight Records à Edward Christie et Steve Beatty, et continue à former l'empreinte Earache Records/Elitist Records (qui ne dure que trois ans, fermant en 2005),. En 2004, la société conclut un accord de licence avec Back on Black Records (également détenu par Beatty) pour sortir ses titres en vinyle au Royaume-Uni, et plus tard (en 2006), en Amérique du Nord.
En décembre 2003, Candlelight Records USA signe un accord de licence pour gérer la fabrication, la distribution et les ventes en Amérique du Nord du label néerlandais Karmageddon Media. Des accords de licence et de distribution similaires sont ensuite signés avec la maison de disques américaine Arctic Music Group en février 2004, le label norvégien Tabu Recordings en mars 2004, le label suédois Threeman Recordings en avril 2004, le label anglais Rise Above Records et le label français Appease Me Records (détenu par des membres de Blut aus Nord), tous deux en novembre 2004, le label suédois Regain Records en février 2005, le label norvégien Nocturnal Art Productions (pour une distribution mondiale) en mai 2005, la maison de disques allemande AFM Records en juin 2005 et le label américain Willowtip Records (pour la distribution européenne) en août 2007.
En janvier 2016, Christie et Beatty vendent les actifs de Candlelight Records à la société finlandaise Spinefarm Music Group (qui abrite également Spinefarm Records, Spikefarm Records et Snakefarm Records), elle-même détenue par Universal Music Group depuis 2002,,. En tant que tel, Candlelight Records est devenu une filiale d'Universal Music Group, et a depuis été géré par Dante Bonutto de Spinefarm Records,. En décembre 2022, Universal Music Group annonce que tous les labels de Spinefarm Music Group seront distribués dans le monde entier par PIAS Group, à partir de janvier 2023,.

## Groupes et artistes

### Candlelight UK
Les artistes du label Candlelight basé au Royaume-Uni incluent : 1349, Abigail Williams, Ancient Ascendant, The Atlas Moth, Age of Silence, Anaal Nathrakh, Ashes, Averse Sefira, Blut aus Nord, Burning the Oppressor, Carnal Forge, Crionics, Crowbar, Dam, Daylight Dies, Defiance, Divinity, Eastern Front, Emperor, Epoch of Unlight, Falloch, Forest Stream, Furze, Gnaw Their Tongues, Grimfist, Horned Almighty, Ihsahn, Illdisposed, Imperial Vengeance, Insomnium, Kaamos, Kontinuum, Lost Eden, TheLord, Manes, Mithras, Myrkskog, Nebelhexe, Novembers Doom, Octavia Sperati, October File, Omnium Gatherum, Onslaught, Paganize, Pantheon I, Pet Slimmers of the Year, Rose Funeral, Sear Bliss, Savage Messiah, The Seventh Cross, Shrapnel, Sigh, Starkweather, Stonegard, Subterranean Masquerade, Thine Eyes Bleed, Throne of Katarsis, To-Mera, Urne, Whitechapel, Winterfylleth, Wodensthrone, Wolverine, Xerath, Zatokrev, Zyklon.

### Candlelight USA
Les artistes du label Candlelight basé aux États-Unis incluent : Absu, Aeternus, Amoral, Audrey Horne, Bal-Sagoth, Battered, The Bronx Casket Co., Capricorns, Candlemass, Centinex, Dark Funeral, Dead Man in Reno, Demonic Resurrection, Destruction, The Deviant, Dismember, Electric Wizard, Elvenking (avec les anciens membres de Mayhem, Attila Chisar), Enslaved, Entombed, Fear Factory, Firebird, Gorgoroth, Grand Magus, Havok, Hevein, Insense (2001-2012), Jorn, Jotunspor, Keep of Kalessin, Khold, Kontinuum, Kotipelto, Krieg, Lord Belial, TheLord, Manngard, Marduk, Martriden, Masterplan, The Mighty Nimbus, Mindgrinder, Monolithe, Morbid Angel, Necrophobic, Nightmare, Of Graves and Gods, Obituary, Odious Mortem, Opeth, Overmars, P.H.O.B.O.S., Pro-Pain, The Project Hate MCMXCIX, Ram-Zet, Rob Rock, Sahg, Sarah Jezebel Deva, Satariel, Scum, Setherial, Seven Witches, Shakra, She Said Destroy, Sheavy (en), Sinister, Slumber, Sourvein, Space Odyssey, Spektr, Susperia, Taint (en), Tenebre, Theatre of Tragedy, Thyrane (en), Thyrfing, Time Requiem, Torchbearer, Trendkill, U.D.O., Vader, Vision of Disorder, Vreid, The Wake, Sadgiqacea, Windir, Witchcraft.